# Juge en chef du Pakistan

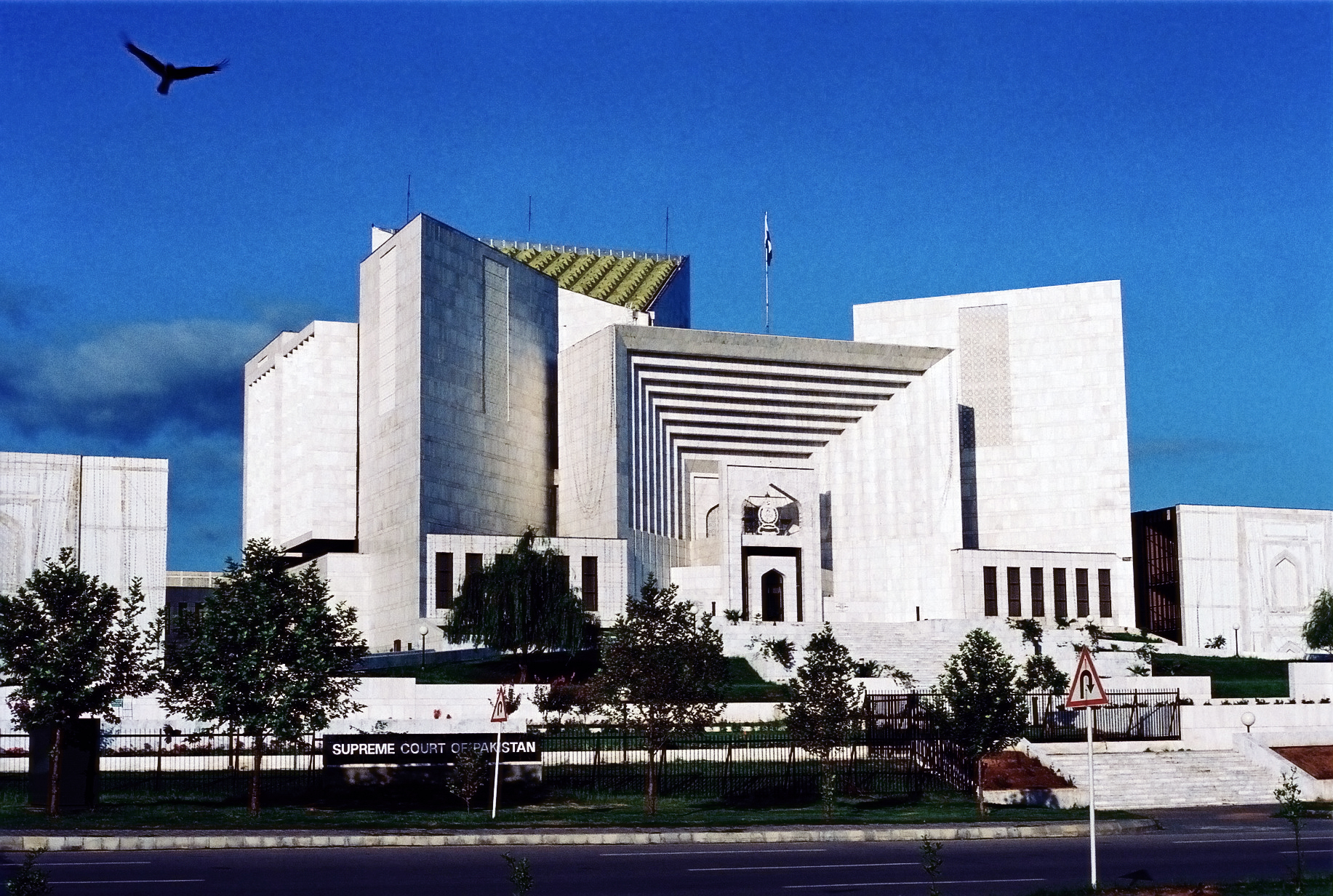
Cour suprême du Pakistan

Le juge en chef du Pakistan (initiales en tant que CJP ; en ourdou : منصف اعظم پاکستان, Munsif-e-Āzam Pākistān) est le juge en chef de la Cour suprême du Pakistan. Il est le plus haut fonctionnaire du système judiciaire pakistanais.